# Sand, Rogaland
Sand este o localitate din comuna Suldal, provincia Rogaland, Norvegia, cu o suprafață de 1 km² și o populație de 1.149 locuitori (2013).